# 阎达五
阎达五（1929年—），原名明道，男，汉族，山西祁县人，中国会计学家，中国人民大学教授，曾任中国会计学会副会长。